# Club Deportivo Victoria
El Club Deportivo Victoria, o simplemente Victoria, es un club de fútbol hondureño originario de La Ceiba, departamento de Atlántida. Fue fundado el 15 de noviembre de 1935 por un grupo de estudiantes del Instituto Manuel Bonilla, de esa ciudad, y actualmente participa en la Liga Nacional de Honduras, desde su ascenso logrado en el Clausura 2021. 
Con su rival histórico, Vida, disputan el Clásico ceibeño. 
El Victoria juega regularmente sus partidos de local en el Estadio Ceibeño, con capacidad para 17.000 espectadores. 
Hasta el momento, el club cuenta con un título de Liga Nacional de Honduras, el cual consiguió en la temporada 1994-95. Durante los torneos Clausura 2006 y Apertura 2013, finalizó subcampeón de la máxima categoría del fútbol hondureño.

## Historia

### Fundación
El Club Deportivo Victoria es uno de los clubes más antiguos e importantes del fútbol hondureño. Este equipo hizo su aparición el 15 de noviembre de 1935, una época, cuando Honduras y el mundo, sufrían los efectos de la 'Gran Depresión'. Las exportaciones del banano, entonces el principal producto del país, experimentaba una caída drástica que se extendió hasta finales de la década de los años treinta.
Además en ese año, la industria bananera se vio amenazada, por epidemias como la sigatoka. Esto provocó que extensas áreas fuesen abandonadas dejando un saldo de miles de hondureños desempleados. En ese entonces, Honduras se encontraba el bajo régimen represivo del dictador Tiburcio Carías Andino.
Bajo estas inolvidables condiciones, en la ciudad puerto de La Ceiba, un grupo de estudiantes del instituto Manuel Bonilla, decidieron formar un equipo de fútbol. A este equipo, lo bautizaron con el nombre mismo de su instituto. Algún tiempo después, a este equipo, se le cambió el nombre y se le denominó Club Deportivo Victoria. 
Históricamente, la fundación del club se le reconoce públicamente a una sola persona, al nativo de la ciudad de La Ceiba, José Félix Sosa Sosa. Durante toda su vida recibió reconocimientos y premios como el verdadero fundador del club hasta el día de su muerte. Sin embargo decidió retirarse de estar al frente del club debido a conflictos de poder con los amigos del Victoria.
Antes de la fundación del Club Deportivo Victoria, ya existían en la ciudad de La Ceiba los clubes, 'Naco', 'Atlántida' e 'International'. Posterior a la fundación del Club Deportivo Victoria, se fundó en el año 1940 el Club Deportivo y Social Vida, actualmente, es el otro de los equipos importantes de la ciudad y del fútbol hondureño.
Por muchos años luego de su fundación, este equipo que llevaba como insignia una V en su playera fue presidido por Ñel Vega y dirigido técnicamente por Victoriano Azcona. Con estas dos figuras al frente, el Club Deportivo Victoria comenzó a escribir su historia en el balompié hondureño.

### 1995: El título de Liga Nacional

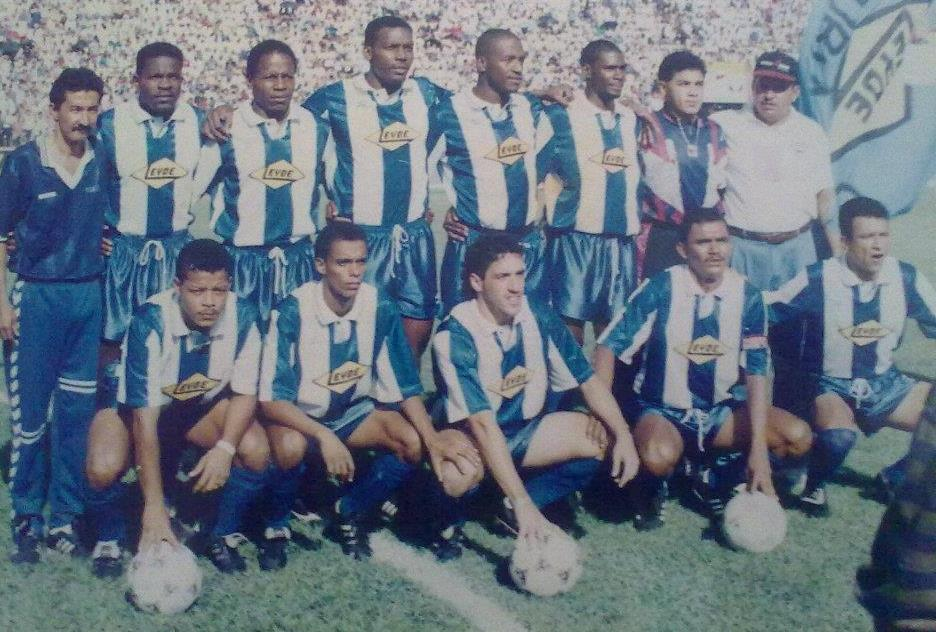
Imagen del equipo campeón en el año 1995.

En la temporada 1994/95, el Club Deportivo Victoria realizó hasta ahora, su mejor desempeño dentro del fútbol hondureño. Bajo el mando del entrenador uruguayo, Julio Gonzáles y el presidente del equipo Miguel J. Kawas, los 'Jaibos" del Victoria se coronaron campeones por primera y única vez en su historia, dentro de la Liga Nacional de Fútbol de Honduras.
Luego de haber tenido una temporada regular, el Club Deportivo Victoria logró su clasificación como quinto lugar a la postemporada. Esto lo hizo con un récord de 27 partidos jugados, 9 juegos ganados, 10 empatados y 8 perdidos para un total de 37 puntos. El Victoria anotó 29 goles y le anotaron igual cantidad de goles. En la liguilla, el Club Deportivo Victoria eliminó al Club Deportivo Motagua de Tegucigalpa y al Real España de San Pedro Sula y se clasificó a la Gran final en contra del Club Deportivo Olimpia.
El partido de ida se jugó en la ciudad de La Ceiba, el 2 de julio de 1995. Al final, el partido concluyó empatado a cero goles por bando, lo que dejó la final abierta para el partido de vuelta. Ese último encuentro, se disputó el 9 de julio de 1995, en el Estadio Nacional de Tegucigalpa. Para ese crucial juego, el Victoria formó así: Carlos Padilla, Miguel Guity, Javier Martínez, Raúl Sambulá, José García, Renán Aguilera, Erick Fú, Floyd Guthrie, Álvaro Izquierdo, Juan Reyes Grueso y Enrique Renau.
El partido de esta final, terminó con empate a un gol entre ambos clubes, sin embargo, el gol como visitante le permitió al Club Deportivo Victoria coronarse campeón, por primera vez dentro de los torneos de la Liga Nacional de Fútbol de Honduras. El anotador del gol que le dio el título al Victoria fue Enrique Centeno Renau al minuto 66 de tiempo corrido. Según recuerda Reneau, "el mediocampista y capitán Renán Aguilera sacó un disparó de larga distancia, el portero Óscar Banegas soltó el balón y él apareció como una sombra enviando la esférica al fondo de la red."
“Celebré ese gol porque sentíamos que podíamos hacer historia en el balompié nacional”, dijo Reneau. "Precisó que cuando el árbitro Amílcar Burgos dio por finalizado el partido, no creía lo que estaba pasando en el Estadio Tiburcio Carías Andino, la gente del Victoria salió a celebrar y la afición del Olimpia quedó triste. “Luego cuando nos trasladamos a La Ceiba, nuestra afición ya nos estaba esperando desde Tela”.

### Clausura 2006: El primer subcampeonato

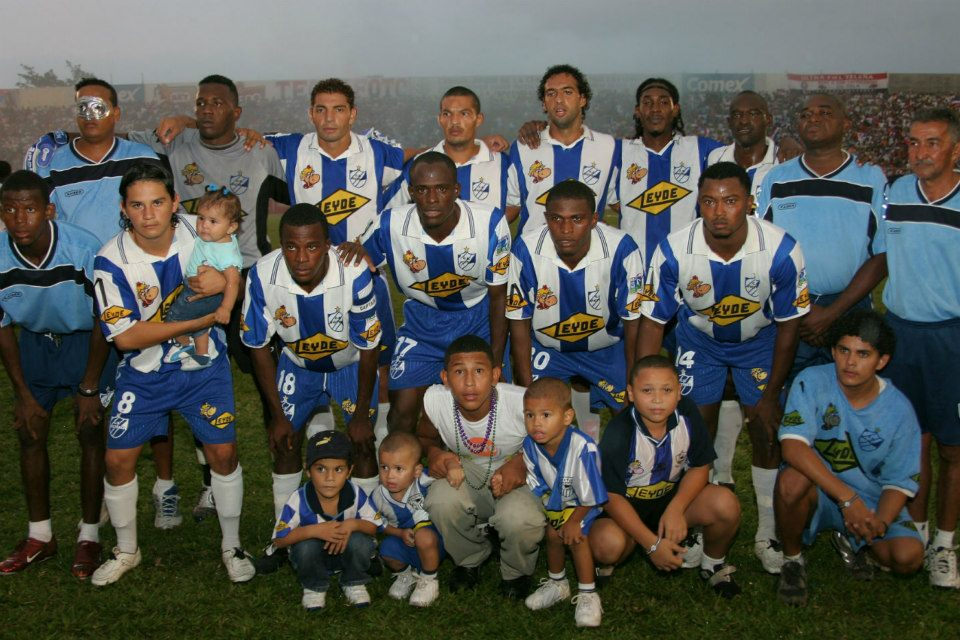
Equipo subcampeón en el Torneo Clausura 2005/06.

El Clausura del 2005–06 fue uno de los torneos más brillantes que protagonizó el Club Deportivo Victoria de La Ceiba. Al finalizar el torneo regular (18 partidos) el Victoria acumuló 30 puntos, luego de ganar 9 encuentros empatar 3 y perder 6 encuentros. Esta suma de puntos le permitió adjudicarse, el segundo lugar de la Tabla General.
Su segundo lugar en la tabla lo llevó a enfrentar al Municipal Valencia por un pase a la final. El primer encuentro de esta serie se disputó, el 11 de mayo de 2006 y finalizó con un empate a un gol por bando. El segundo partido jugado en La Ceiba, terminó con una contundente victoria de los "Jaibos" por 3-0, el 14 de mayo de 2006. Este triunfo le dio el pase a la final y enfrentar al Club Deportivo Olimpia de Tegucigalpa que había dejado en el camino al Club Deportivo Motagua.
El primer partido de la gran final se disputó el 20 de mayo de 2006 en el Estadio Nilmo Edwards ante unos 15,000 espectadores. Al término del encuentro, este terminó empatado a goles por bando. El Victoria, anotó los goles en el primer tiempo por medio de Alejandro Naif (34') y Jaime Rosales (44' y 89'), mientras que el Club Deportivo Olimpia a través de Wilmer Velásquez, Wilson Palacios y el brasileño Luciano Emilio. Al final del partido, el técnico Jorge Pineda declaró "Mis jugadores se relajaron con el dos a cero, un pecado capital que Olimpia aprovechó al máximo, ahora nos queda ir a buscar el título a Tegucigalpa".
En el partido final jugado en Tegucigalpa el 28 de mayo, ante 31, 951 espectadores, el Victoria no pudo con el Club Deportivo Olimpia. El marcador final fue de 1-0 a favor de los locales. El gol fue anotado por Rony Morales al 29'. De esta manera, el Victoria perdió la oportunidad de coronar su segundo título de Liga Nacional y tuvo que conformarse con el subtítulo. El Victoria alineó con, John Bodden, Máximo Arzú, Fabio de Souza, Anthony Torres, Carlos Morán (Ronald Maradiaga), Jaime Rosales, Vladimir Guity (Héctor Flores), Luis Grant, Marvin Chávez, Alejandro Naif, Mitchel Brown.

### Apertura 2012: El segundo subcampeonato

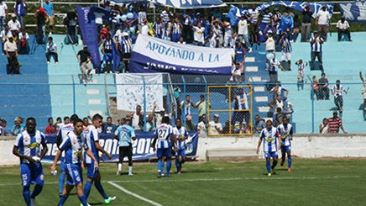
Celebración de un gol del Club Deportivo Victoria en el Torneo Apertura 2012/13.

En el torneo Apertura 2012/13, bajo el mando del argentino Héctor Vargas, el Victoria llegó a disputar su tercera final. Luego de una espectacular campaña, en el torneo regular de las dos vueltas. El Victoria, terminó segundo por debajo del Club Deportivo Olimpia. Este posicionamiento en la tabla, le permitió al equipo de Vargas, clasificarse como semifinalista a la espera de los enfrentamientos entre Club Deportivo Motagua y Real España. Al final de esta serie, al Victoria le tocó enfrentarse al vencedor, el Club Deportivo Motagua.
Los "Jaibos" del Victoria, enfrentaron al Club Deportivo Motagua primero en Tegucigalpa y luego en La Ceiba. El primer partido jugado ante más de 9,000 espectadores en noviembre de 2012, terminó 1-1. El segundo encuentro llevado a cabo en La Ceiba, también finalizó empatado, excepto que esta vez fue 2-2. El agregado final de estos dos encuentros fue de 3-3; con este resultado, el Victoria pasó a la gran final, debido a que finalizó segundo en la tabla general del torneo regular. De esta forma, le tocó una vez más, enfrentar al Club Deportivo Olimpia, que se había enfrentado en la otra llave al Atlético Choloma.
El de 9 de diciembre de 2012, le tocó al Victoria recibir al Club Deportivo Olimpia de Tegucigalpa en el Estadio Nilmo Edwards de La Ceiba. Este encuentro finalizó 0-0;  los dirigidos por Héctor Vargas, "pudieron haber sentenciado el partido en la segunda parte, pero la oportuna intervención del guardameta del Club Deportivo Olimpia, Donis Escober, lo impidió."
"El partido se dio para los dos equipos, con un Olimpia que ejerció mayor dominio del balón en la primera parte, pero le faltó definición para lograr los goles. El Olimpia intentaba hacer daño por medio del uruguayo Ramiro Bruschi, en tanto que el Victoria tenía como bujía al colombiano Mauricio Copete." "En la segunda parte, fue el Olimpia, dirigido por el argentino Danilo Tosello, el que soportó los ataques del Victoria." Este resultado obligaba al Victoria a ganar en Tegucigalpa en el partido de vuelta.
El partido final se jugó el 16 de diciembre de 2012, en el estadio nacional Tiburcio Carías Andino de Tegucigalpa. Este encuentro finalizó con un contundente triunfo del cuadro local por 4 goles por cero. Terminando una vez más, con las aspiraciones del Club Deportivo Victoria de lograr su segundo cetro en la Liga Nacional de Fútbol de Honduras.

### Participaciones internacionales

#### Copa interclubes de la Uncaf
A nivel internacional el Club Deportivo Victoria tuvo muy pocas participaciones. Una de sus mejores presentaciones fue cuando participó en la Copa Interclubes de la UNCAF en el 2006. En este torneo, el Club Deportivo Victoria dejó en el camino al San Francisco FC de Panamá al vencerlo por 1-0 y 3-1 en partidos de ida y vuelta el 23 y 30 de agosto de 2006.
En los cuartos de final, el Victoria se enfrentó al Deportivo Saprissa de Costa Rica. A este equipo, los "Jaibos" del Victoria lo eliminaron, al vencerlo con un marcador global de 2-1. En el primer partido el Victoria perdió 0-1. Pero remontó en el estadio Municipal de La Ceiba al derrotar al Saprissa por 2-0 ante más de 5,000 espectadores. Anotaron por el Victoria Fabio de Souza y Héctor Flores.
En la etapa semifinal, el Victoria le tocó enfrentarse al Club Deportivo Olimpia de Tegucigalpa. El primer juego se llevó a cabo en el Municipal Ceibeño, este partido se jugó ante unos 8,000 espectadores y terminó empatado a dos goles por bando. Anotaron por el Victoria, José Anthony a los 10 minutos y Héctor Flores a los 70 minutos. Por Olimpia anotó Luciano Emilio.
En el juego de vuelta jugado en Tegucigalpa, el Olimpia venció al Victoria por 2-0. Con este resultado el Victoria tuvo que conformarse con pelearle el tercer lugar al Marquense de Guatemala. Al final del torneo, el Victoria ocupó el cuarto lugar, al perder con este equipo guatemalteco, por un marcador agregado de 1-4 en noviembre de 2006.

#### Liga de Campeones de la Concacaf
El Club Victoria participó por primera vez en la Copa de Campeones CONCACAF, en 1996 como campeón del fútbol hondureño. En esa oportunidad, el club de La Ceiba se enfrentó en la primera ronda al Corozal de Belice. Al Árabe Unido de Panamá, en la segunda ronda y en la tercera ronda al Cruz Azul de México, antes de quedar eliminado.
El Clausura 2012/13 de la Liga Nacional no fue ganado por el Deportivo Victoria, ni tampoco terminó en segundo lugar. Pero el subcampeonato logrado por el equipo, en el Apertura 2012/13 y la suma total de puntos de los dos torneos (Apertura y Clausura), superior a la del otro subcampeón, Real Sociedad de Tocoa.- Fue suficiente para que el Victoria se clasificara por segunda vez a la Liga de Campeones de la Concacaf.
Por todos los problemas económicos que había venido presentando el club en los últimos torneos, se dijo que los "Jaibos" declinarían participar en dicha justa. No obstante, Martín Fajardo, director deportivo del Victoria, aseguró que el equipo está listo para la Concachampions.
“Estamos listos para la Concacachampions. De hecho, la planificación que estamos haciendo es para el torneo local y la Liga de Campeones”, aclaró Fajardo.“Victoria es una institución seria y como tal tenemos que afrontar los torneos con la seriedad del caso”, manifestó.

### Ascensos y descensos
El Club Deportivo Victoria ascendió a la máxima categoría del fútbol hondureño para la temporada 1968/69 de la mano del entrenador Héctor Bernárdez. En su primera aparición en Liga Nacional participó en 27 partidos. Ganó 8 encuentros empató 5, perdió 14. El equipo anotó 33 goles y le anotaron 44. Con estos resultados, el equipo se ubicó en posición número 7 de la tabla general con 21 puntos, por encima del Club Deportivo Vida, Club Deportivo Honduras y Atlético Español. Esto le permitió permanecer en la primera división.
Dos temporadas más tarde (1970–71), el Victoria tuvo una pobre campaña acumulando solamente 14 puntos de 54 posibles. En esa temporada, el Club participó en 27 partidos, ganó 3, empató 8 y perdió 16. Anotó 28 goles y le anotaron 54. Estos números llevaron al equipo al descenso.
Después de permanecer por varias temporadas fuera de la Liga Nacional de Fútbol de Honduras, el Club Deportivo Victoria,  logró nuevamente su ascenso para la temporada 1977/78 de la mano del entrenador,  Roberto González Ortega. Durante esa temporada, el equipo logró ocupar la octava posición y a su vez mantenerse en primera división, luego de acumular 22 puntos. Por encima del Club Deportivo Platense (21 puntos) y el descendido Federal (20 puntos). El resumen final de su temporada fue de 27 juegos jugados, ganó  5, empató 12 y perdió 10. Anotó un total de 17 goles y le anotaron 25.
Durante el torneo del 2003/2004 el Club Deportivo Victoria tuvo una de sus peores campañas. En esa  temporada, el equipo solo acumuló 28 puntos, lo que lo llevó a ocupar la última posición de la tabla y por ende a perder la categoría de primera división.

Sin embargo, para el torneo 2002/2003 el Victoria permaneció en Primera División. Este club, se unió a la lista de clubes que han comprado categorías. Luego de haber descendido la temporada anterior, el C.D. Victoria le compró la categoría al recién ascendido, Honduras Salzburgo de El Progreso. Anteriormente, Broncos le compró la categoría al Verdún (1973), en 1982 Broncos se unió con la Universidad. En 1984 el Sula le compró la categoría al Juventud Morazánica. Posteriormente el Club Deportivo Platense compró la categoría del Club Deportivo Necaxa de Tegucigalpa.
En el Clausura 2016 Consumó Su Segundo Descenso.
Después de Permanecer 5 Años En La Liga de Ascenso de Honduras, El Club Deportivo Victoria, Logró Su Tercer Ascenso A La Liga Nacional de Honduras Para La Temporada 2021- 2022 de La Mano del Entrenador Carlos "El Chato" Padilla

## Estadio
El Estadio Nilmo Edwards, conocido como "Ceibeño", es un estadio de fútbol que fue fundado en el año 1982, este cuenta con capacidad para 27.000 espectadores que se localiza en la ciudad de La Ceiba en el Departamento de Atlántida. Actualmente es el lugar sede para los partidos de los equipos profesionales de fútbol Club Deportivo Vida y Club Deportivo Victoria, equipos que juegan en la Liga Nacional.
El Club Deportivo Victoria también utiliza como canchas alternas el Estadio San Jorge de Olanchito y el Estadio Francisco Morazán de San Pedro Sula.
Este es uno de los estadios más importantes del fútbol hondureño y uno de los más grandes de Honduras, cuenta con una capacidad de 27.000 espectadores.

## Rivalidades
El Victoria tuvo una gran rivalidad con el ya desaparecido Naco Fútbol Club cuando este equipo era de un nivel amateur, en el ámbito profesional mantiene una gran rivalidad con el Club Deportivo y Social Vida, el otro equipo de La Ceiba, con el cual disputan Clásico ceibeño. También tiene cierto grado rivalidad con el Club Deportivo Marathón de San Pedro Sula.

## Datos del club
Estadísticas del Club Deportivo Victoria
- Puesto histórico: 7.º
- Temporadas en 1.ª: 71 Temporadas
- Mejor puesto en la liga: 2.º
- Peor puesto en la liga: 10.º
- Mayor número de goles en una temporada: 29
- Mayor goleada a favor: 6:1
- Mayor goleada en contra: 7:1
- Jugador con más partidos disputados: Mauricio Copete
- Jugador con más goles: Mauricio Copete (45)
- Equipo filial: Victoria Reservas

## Afición

### Hinchada

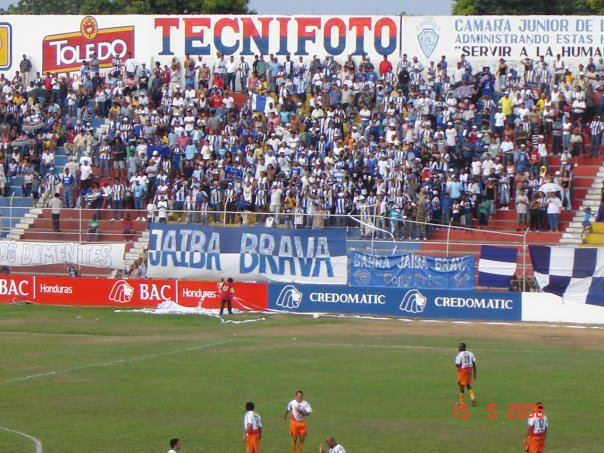
La Jaiba Brava en un partido Victoria vs Municipal Valencia en el año 2006.

Al grupo organizado de aficionados del Victoria se le conoce como "La Jaiba Brava", uno de los principales en el fútbol hondureño, por detrás de otros más numerosos como Ultra Fiel (Olimpia), Revolucionarios 1928 (Motagua), Mega Locos (Real España) y Furia Verde (Marathón).
La barra fue oficialmente fundada en el año 2003 y es caracterizada por los colores del equipo, el azul y el blanco.
La presencia de esta barra toma protagonismo cuando el Victoria juega el "Clásico Ceibeño" frente a su máximo rival, el Vida, también de la ciudad de La Ceiba.
Esta barra ocupa la zona de sol derecho del Estadio Ceibeño la mayoría de veces, mientras que la barra de los Rojos la zona de sol izquierdo, asimismo las barras de los demás equipos visitantes.

## Uniforme
- Uniforme titular: Camiseta de rayas verticales azules y blancas, pantalón azul, medias azules.
- Uniforme alternativo: Camiseta amarilla, pantalón azul, medias azul.

### Indumentaria y patrocinios
| Período           | Proveedor             |
| ----------------- | --------------------- |
| 1990 - 2003       | Score                 |
| 2004 - 2006       | Atletica              |
| 2006 - 2007       | Adidas                |
| 2007 - 2010       | Puma                  |
| 2010 - 2014       | Patrick               |
| 2014 - 2018       | Marca propia Victoria |
| 2019              | Huriver               |
| 2020 - 2021       | Sevilla Sport         |
| 2021 - 2022       | Nova Sport            |
| 2023 - Actualidad | Gocas Sport           |

| Período    | Patrocinador                                                                                     |
| ---------- | ------------------------------------------------------------------------------------------------ |
| Actualidad | Tenloo Molineros Comercial MADEYSO Banco de Occidente EL Porteño Repuesto Pizzati Marca La Ceiba |

## Jugadores

### Plantilla 2025
- Los equipos hondureños están limitados a tener en la plantilla un máximo de cinco jugadores extranjeros.
- Carlos Bernárdez posee doble nacionalidad: beliceña y hondureña.

### Altas Apertura 2025
| Altas            |               |                     |               |
| Jugador          | Posición      | Procedencia         | Tipo          |
| Humberto Acevedo | Portero       | C. Llaneros         | Traspaso      |
| Óscar Suazo      | Defensa       | C. D. Real Juventud | Fin de cesión |
| Walter Martínez  | Mediocampista | F. C. Motagua       | Traspaso      |
| Carlos Matute    | Mediocampista | C. Olimpia D.       | Traspaso      |
| Durvin Sánchez   | Delantero     | Platense F. C.      | Traspaso      |
| Dester Mónico    | Delantero     | C. D. Real Sociedad | Traspaso      |
| Yunny Dolmo      | Delantero     | C. D. Real Sociedad | Traspaso      |
| Segundo Granja   | Delantero     | Olancho F. C.       | Traspaso      |
| Geovanny Bueso   | Delantero     | Ponce F. C.         | Traspaso      |

### Bajas Apertura 2025
| Bajas            |               |                        |                 |
| Jugador          | Posición      | Destino                | Tipo            |
| Andrés Salazar   | Portero       | C. Olimpia D.          | Traspaso        |
| Brayan Beckeles  | Defensa       | F. C. Leones HT6       | Traspaso        |
| Diego Rodríguez  | Defensa       | Olancho F. C.          | Traspaso        |
| Cristian Cálix   | Mediocampista | Olancho F. C.          | Traspaso        |
| Héctor Aranda    | Mediocampista | Real Estelí F. C.      | Traspaso        |
| Maynor Arzú      | Mediocampista | C. Olimpia D.          | Fin de cesión   |
| Selvin Guevara   | Mediocampista | C. D. Choloma          | Traspaso        |
| Kemsie Abbott    | Delantero     | C. D. Choloma          | Traspaso        |
| Carlos Arzú      | Delantero     | Policía Nacional F. C. | Traspaso        |
| Juan David Pérez | Delantero     | Bandera de ?           | Fin de contrato |

### Jugadores internacionales
Nota: en negrita jugadores parte de la última convocatoria en la correspondiente categoría.
| Selección                           | Categoría | # | Jugador(es)                                                                                     |
| ----------------------------------- | --------- | - | ----------------------------------------------------------------------------------------------- |
| Honduras                            | Absoluta  | 6 | Harold Fonseca, José Velásquez, Wilmer Crisanto, Allan Banegas, Danilo Tobías, Marco Tulio Vega |
| Honduras                            | Sub-23    | 2 | Hilder Colón, Marcelo Espinal                                                                   |
| Datos actualizados a enero de 2022. |           |   |                                                                                                 |

### Jugadores destacados
- Ariel Amaya
- Alejandro Naif
- Carlos Prono
- Eduardo Bennett
- Erick Fú
- Fábio de Souza Loureiro
- Júnior Izaguirre
- Júnior Lacayo
- Jorge Ulate
- Marvin Chávez
- Mauricio Copete
- Roberto Bailey
- Maynor Figueroa
- Milton Palacios
- Mitchel Brown
- Walter Martínez
- Wilson Palacios
- Julio César Suazo
- Carlos Palacios

### Máximos anotadores
(Hasta el 7 de junio de 2013)
| No | Jugador                  | GA |
| -- | ------------------------ | -- |
| 1  | Mauricio Copete          | 45 |
| 2  | Luis "Chorompo" Zúñiga   | 40 |
| 3  | Enrique Reneau           | 38 |
| 4  | Héctor "Tanqueta" Flores | 35 |
| 5  | Eduardo Bennett          | 34 |
| 6  | Renán Bengoché           | 33 |
| 7  | Alejandro Naif           | 32 |
| 8  | Reynaldo Mejía           | 29 |
| 9  | Álvaro Izquierdo         | 27 |
| 10 | Jorge Bennett            | 27 |

## Entrenadores
| - Héctor Bernárdez (1967–1969) - Roberto González Ortega (1977–1978) - Omar Muraco (1979) - Julio González Montemurro (1994) - Juan Luis Hernández Fuertes (1995) - Jorge Tupinambá dos Santos (1995–1999) - Raúl Martínez Sambulá (2000) - Hernán García Martínez (2002) - Ramón Maradiaga (2004) - Héctor Castellón (2004–2005) - Jorge Ernesto Pineda (2005–2006) - Carlos De Toro (2006) - Alfonso Rendón (2007) - Javier Padilla (2007–2008) - Ricardo Ortiz (2009–2010) - Reynaldo Villagra (2010) - Jorge Ernesto Pineda (2010–2011) - Nahúm Espinoza (2011) - Carlos García Cantarero (2011–2012) - Héctor Vargas (2012–2013) - Carlos Humberto Martínez (2014) - Christian Guaita (2014) | - Jorge Ernesto Pineda (2014–2016) - Horacio Londoño (2016) - Jorge Lozano (2016) - Raúl Martínez Sambulá (2017) - Milton Prado (2018) - Elvin López (2018–2019) - Wilmer Cruz (2019) - Nelson Vásquez (2019) - Wilmer Cruz (2019) - Ramón Romero (2020) - Carlos Rosales (2020) - Airón Reyes (2020) - Carlos Padilla (2021) - Elvin López (2021) - Salomón Nazar (2021–2022) - Fernando Araújo (2022) - Salomón Nazar (2022) - Héctor Vargas (2023) - Raúl Martínez Sambulá (2023) - Hernán Medina (2023) - Salomón Nazar (2023-2025) - David Patiño (2025-Act) |

## Mejor récord de invictos
- 18 partidos

| Fecha      | Casa               | Marcador | Visitante          |
| ---------- | ------------------ | -------- | ------------------ |
| 2007-04-25 | Victoria           | 0:0      | Olimpia            |
| 2007-08-12 | Platense           | 0:0      | Victoria           |
| 2007-08-18 | Victoria           | 2:0      | Real España        |
| 2007-08-26 | Atlético Olanchano | 0:1      | Victoria           |
| 2007-08-29 | Marathón           | 0:1      | Victoria           |
| 2007-09-01 | Victoria           | 2:1      | Olimpia            |
| 2007-09-08 | Victoria           | 0:0      | Deportes Savio     |
| 2007-09-15 | Vida               | 0:1      | Victoria           |
| 2007-09-23 | Hispano            | 0:0      | Victoria           |
| 2007-10-01 | Victoria           | 2:2      | Motagua            |
| 2007-10-06 | Victoria           | 1:1      | Platense           |
| 2007-10-13 | Real España        | 1:2      | Victoria           |
| 2007-10-20 | Victoria           | 4:0      | Atlético Olanchano |
| 2007-10-27 | Victoria           | 2:2      | Marathón           |
| 2007-10-31 | Olimpia            | 0:0      | Victoria           |
| 2007-11-04 | Deportes Savio     | 1:1      | Victoria           |
| 2007-11-10 | Victoria           | 1:1      | Vida               |
| 2007-11-18 | Victoria           | 2:2      | Hispano            |

## Palmarés

### Torneos nacionales
- Liga Nacional de Fútbol de Honduras (1): 1994-95
- Liga Amateur de Honduras (1): 1947
- Finalista Copa de Honduras (2): 1992-93 1996-97
- Finalista Liga Nacional de Fútbol de Honduras (2): 2005-06, 2012-13

### Torneos internacionales
- 4.º Lugar Copa Interclubes de la Concacaf (1): 2006

### Resultados torneos internacionales
- 2006 Copa Interclubes UNCAF
  - Primera Ronda v. San Francisco F.C. -- 1:0, 3:1
  - Cuartos de final v. Saprissa -- 0:1, 2:0
  - Semifinales v. CD Olimpia -- 2:2, 0:2
  - 4.º Lugar v. Marquense -- 0:3, 1:1

- 1996 Copa de Campeones de la Concacaf
  - Primera Ronda v. FC Corozal (Blz) -- 1:3, 2:4
  - Segunda Ronda v. Árabe Unido (Pan)-- 1:0, 2:2
  - Tercera Ronda v. Cruz Azul (Mex) -- 1:0, 0:2